# José Adrián Bonilla Bonilla
José Adrián Bonilla Bonilla (Província de Cartago, 24 de juny de 1990) és un ciclista Costa-riqueny. Del seu palmarès destaca un campionat nacional en ruta i quatre en contrarellotge, i dues victòries finals a la Volta a Costa Rica.
El 2006 es va veure implicat en l'Operació Port, sent identificat per la Guàrdia Civil com a client de la xarxa de dopatge liderada per Eufemiano Fuentes amb el nom en clau Bonilla Alfredo. García Quesada no fou sancionat per la Justícia espanyola en no ser el dopatge un delicte a Espanya en aquell moment, i tampoc va rebre cap sanció en negar-se el jutge instructor del cas a facilitar als organismes esportius internacionals (AMA, UCI) les proves que demostrarien la seva implicació com a client de la xarxa de dopatge.

## Palmarès
- 1999
  - Vencedor d'una etapa a la Volta a Costa Rica
  - Vencedor d'una etapa a la Volta a Chiriquí
- 2001
  -  Campió de Costa Rica en contrarellotge
  - Vencedor d'una etapa a la Volta a Costa Rica
  - Vencedor d'una etapa a la Volta a Guatemala
- 2002
  - 1r a la Volta a Chiriquí i vencedor d'una etapa
  - Vencedor d'una etapa a la Volta a Costa Rica
- 2003
  - 1r a la Volta a Costa Rica i vencedor d'una etapa
  - 1r a la Volta a Zamora i vencedor d'una etapa
  - 1r a la Volta a Galícia
  - Vencedor d'una etapa a la Volta a Chiriquí
- 2004
  -  Campió de Costa Rica en ruta
  - Vencedor d'una etapa a la Gran Premi Estremadura-RTP
- 2008
  - 1r a la Volta a Chiriquí i vencedor de 3 etapes
  - Vencedor de 2 etapes a la Volta a Costa Rica
- 2009
  -  Campió de Costa Rica en contrarellotge
  - Vencedor de 2 etapes a la Volta a Costa Rica
  - Vencedor d'una etapa a la Volta a Chiriquí
- 2010
  -  Campió de Costa Rica en contrarellotge
- 2011
  -  Campió de Costa Rica en contrarellotge
  - 1r a la Volta a Costa Rica i vencedor de 2 etapes